# Décès en 1426
Décès
- 1422
- 1423
- 1424
- 1425
- 1426
- 1427
- 1428
- 1429
- 1430

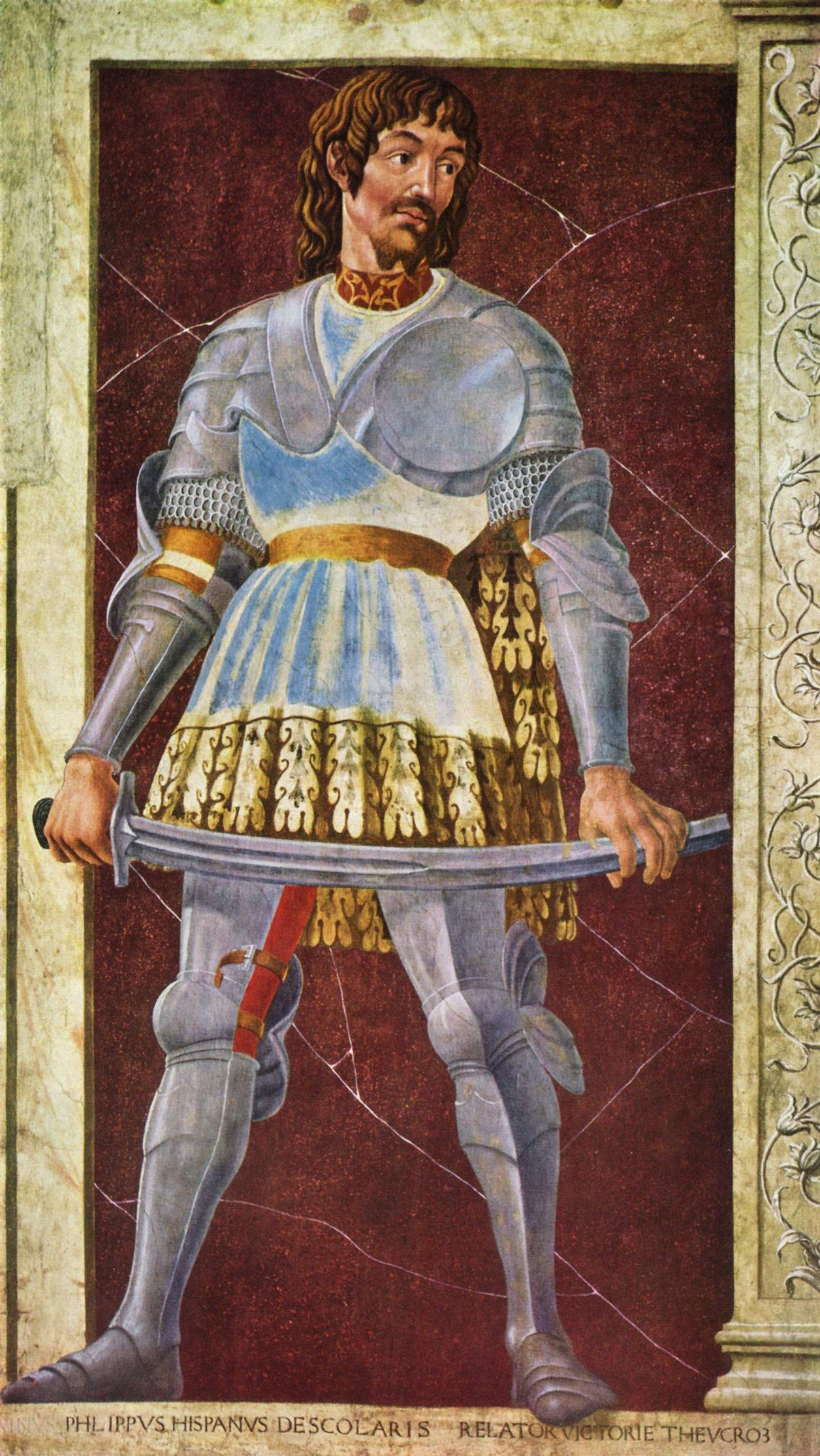
Pippo Spano, mort en 1426.

Cette page dresse une liste de personnalités mortes au cours de l'année 1426  :
- 21 janvier[1] : Siemovit IV de Mazovie, prince polonais de la lignée Piast des ducs de Mazovie.
- 16 février : Jean Allarmet de Brogny, homme d'Église, juriste, vice-chancelier de l'Église catholique, légat du pape, président du concile de Constance.
- 26 février : Boniface Ier de Challant, noble valdôtain appartenant à la Maison de Challant.
- mai : Kale Kyetaungnyo, septième souverain du royaume d'Ava, en Haute-Birmanie.
- 14 mai : Giovanni Mazzuoli, connu comme Giovanni degli Organi, compositeur et organiste italien.
- 16 juillet : Adolphe II de Nassau, comte de Nassau-Idstein et comte de Nassau-Wiesbaden.
- 28 juillet : Béraud III de Clermont-Sancerre, 9e dauphin d'Auvergne, comte de Sancerre et seigneur de Sagonne.
- août : Thihathu, souverain du Royaume d'Ava (Birmanie).
- 6 septembre : Martin Poré, prêtre dominicain français et théologien.
- 27 septembre : Hubert van Eyck, ou Hubrecht van Eyck ou encore Hubertus Eeyck, peintre flamand.
- 7 octobre : Jean de Nant, archevêque de Vienne puis évêque de Paris.
- 9 octobre : Adolphe X de Schaumbourg, comte d'Holstein-Pinneberg et de Schaumbourg.
- 14 octobre : Philippe des Essarts, prélat français.
- 17 novembre : Nikon de Radonège, abbé de la laure de la Trinité-Saint-Serge et disciple de son fondateur, Serge de Radonège.
- 24 novembre : Élisabeth de Lancastre, duchesse d'Exeter.
- 25 novembre : Jean de Beaumanoir, chambellan du duc de Bretagne[2].
- décembre : Pippo Spano, ou Filippo Buondelmonti Scolari, condottiere italien et chef militaire de Hongrie.
- 31 décembre : Thomas Beaufort, comte de Dorset et duc d'Exeter.

- Pierre II d'Amboise, seigneur d'Amboise et vicomte de Thouars.
- Alix des Baux, dernière dame régnante des Baux.
- Binnya Dhammaraza, dixième souverain du royaume d'Hanthawaddy, en Basse-Birmanie.
- Thomas Occleve,  poète anglais.

date incertaine (vers 1426)
- Lluís Borrassà, peintre  de compositions religieuses du gothique international du royaume d'Aragon.

## Crédit d'auteurs
- Cet article est partiellement ou en totalité issu de l'article intitulé « 1426 » (voir la liste des auteurs).